# Tang Muzong
Tang Muzong (chinois : 唐穆宗 ; pinyin : táng mùzōng), né en 795, et décédé le 25 février 824, est un empereur de la dynastie Tang. Il règne sur la Chine de 821 à sa mort.
Fils de l'empereur Xianzong, il succède à son père à sa mort. Son bref règne est marqué par une recrudescence de la corruption qu'il ne fait rien pour endiguer, davantage occupé par les jeux et l'alcool. À sa mort, son fils aîné Li Zhan lui succède.
En 822, il signe le traité de paix sino-tibétain de 822, un traité de paix conclu entre la Dynastie Tang et Tri Ralpachen de la dynastie Yarlung gouverneur de l'Empire du Tibet.
Cela fait suite à un premier accord de paix entre les deux Empires signé en 738 par Tang Dezong avec l'Empire du Tibet, qui ne sera pas respecté par les Tibétains.